# Francisco Escudero y Perosso
Francisco Escudero y Perosso (1828-1874) fue un filósofo del derecho y escritor español.

## Biografía
Nacido en Sevilla el 5 de febrero de 1828, desempeñó la cátedra de Filosofía del Derecho en la Universidad de Sevilla. Era doctor en Derecho, licenciado en Filosofía y Letras, jefe superior de Administración, miembro de la Real Academia de Buenas Letras y correspondiente de las de la Historia y San Fernando. Falleció el 25 de junio de 1874.
Figuró en el partido republicano conservador y profesó en filosofía las doctrinas de Hegel. Como orador, dice Méndez Bejarano de él que «era su palabra abundante, elegantísima; su ademán, airoso y distinguido; clara su pronunciación; la voz simpática y extensa». Castelar le dedicó alabanzas. Escribió poesía, poca, y también prosa, con obras como publicó Tipografía Hispalense (premiada), Concepto filosófico de la moral, Réplica a las objeciones, Nueva réplica a las objeciones (Sevilla, 1871) y Sobre el lenguaje (Rev. de Fils., Ciencias, &, de Sevilla). Carlos Peñaranda escribió una necrología de Escudero, que se publicó en el folletín del Liceo Sevillano, después de leída en la sociedad del mismo nombre.